# Ley del Teletrabajo (España)
La Ley 10/2021, de 9 de julio, de trabajo a distancia, comúnmente conocida como Ley del Teletrabajo, es una norma del ordenamiento jurídico español con rango de ley que regula el trabajo a distancia, es decir, aquellos trabajadores que voluntariamente y con una retribución, así como con dependencia del empleador y dentro de su ámbito de organización y dirección, desarrollen su trabajo a distancia con carácter regular.
Aprobado inicialmente por el Gobierno de la Nación como un real decreto-ley en septiembre de 2020 y convalidado por la mayoría absoluta del Congreso de los Diputados en octubre de 2020, las Cortes Generales decidieron tramitar el texto como proyecto de ley, siendo este aprobado definitivamente en junio de 2021 y entrando en vigor el 11 de julio de 2021. La aprobación de la Ley 10/2021 supuso la derogación del Real Decreto-Ley 28/2020, de 22 de septiembre.

## Estructura
La ley del teletrabajo se divide en cuatro capítulos y veintiséis disposiciones:
- El Capítulo I, que se dedica a establecer una serie de disposiciones de carácter general, relativas al ámbito de aplicación de la norma, definiciones, límites al teletrabajo y normas relativas a la igualdad de trato y de oportunidades y no discriminación.
- El Capítulo II, que regula la voluntariedad del trabajo a distancia y el contenido que debe tener el acuerdo entre el trabajador y la empresa.
- El Capítulo III, que establece los derechos individuales y colectivos de los trabajadores a distancia.
- El Capítulo IV, que establece las facultades de organización, dirección y control de la empresa en el ámbito del teletrabajo y las obligaciones de los trabajadores respecto de estas.

Por último, la ley recoge siete disposiciones adicionales, cuatro transitorias y catorce finales que recogen regímenes especiales y modifican numerosas leyes.

## Contenido

### Capítulo I
En el Capítulo I de la Ley 10/2021 se establece el ámbito de aplicación de la ley, que será para aquellas personas que cumplen con los requisitos establecidos en el Estatuto de los Trabajadores (voluntariedad, retribución, ajenidad y dependencia), es decir, que tienen la condición de trabajadores y que, además, lo hagan a distancia con carácter regular.
Además, este capítulo también prevé una serie de definiciones:
- Se considera que tiene carácter regular aquel trabajo que se realice en un periodo de referencia de tres meses, un mínimo del treinta por ciento de la jornada, o el porcentaje proporcional equivalente en función de la duración del contrato de trabajo.
- Es trabajo a distancia aquella forma de organización del trabajo o de realización de la actividad laboral conforme a la cual esta se presta en el domicilio de la persona trabajadora o en el lugar elegido por esta, durante toda su jornada o parte de ella, con carácter regular.
- Es teletrabajo aquel trabajo a distancia que se lleva a cabo mediante el uso exclusivo o prevalente de medios y sistemas informáticos, telemáticos y de telecomunicación.
- Es trabajo presencial aquel trabajo que se presta en el centro de trabajo o en el lugar determinado por la empresa.

También establece límites al trabajo a distancia, puesto que en los contratos de trabajo celebrados con menores y en los contratos en prácticas y para la formación y el aprendizaje, solo se puede acordar trabajo a distancia si garantiza, como mínimo, que el 50% de prestación de servicios sea presencial.
Por último, se establece una equiparación en los derechos y en el trato entre trabajadores presenciales y trabajadores a distancia, salvo en aquellos aspectos inherentes al trabajo presencial. También establece la obligación de la empresa de evitar cualquier tipo de discriminación.

### Capítulo II
El Capítulo II establece que el trabajo a distancia debe llevarse a cabo mediante acuerdo entre la empresa y el trabajador, estableciendo el carácter voluntario de este tipo de trabajo.

#### Voluntariedad
Es voluntario para ambas partes del contrato, puede acordarse al principio del contrato de trabajo o con posterioridad al inicio de la relación laboral, y de ninguna forma podrá imponerse esta forma de trabajo a través de una modificación sustancial de las establecidas en el artículo 41 del Estatuto de los Trabajadores. El trabajo a distancia es reversible en cualquier momento por acuerdo de las partes y la negativa del trabajador a trabajar a distancia no podrá ser causa de despido ni de modificación sustancial de las condiciones de trabajo.

#### Acuerdo de trabajo a distancia
El acuerdo de trabajo a distancia debe hacerse por escrito y en cualquier momento pero siempre antes de que se inicie la actividad a distancia. De todos los acuerdos de este tipo se debe informar a la representación de trabajadores en la empresa y a la oficina de empleo, omitiendo aquellos datos que puedan violar las políticas de protección de datos personales.
El acuerdo debe contener, como mínimo:
- Inventario de los medios, equipos y herramientas necesarias para llevar a cabo el trabajo a distancia concertado, incluidos los consumibles y los elementos muebles, así como de la vida útil o periodo máximo para la renovación de estos.
- Enumeración de gastos que pudieran derivarse del trabajo a distancia así como su forma de cuantificación.
- Horario de trabajo de la persona trabajadora y dentro de él, en su caso, reglas de disponibilidad.
- Porcentaje y distribución entre trabajo presencial y trabajo a distancia, en su caso.
- Centro de trabajo de la empresa al que queda adscrita la persona trabajadora a distancia y donde, en su caso, desarrollará la parte de la jornada de trabajo presencial.
- Lugar de trabajo a distancia elegido por la persona trabajadora para el desarrollo del trabajo a distancia.
- Duración de plazos de preaviso para el ejercicio de las situaciones de reversibilidad, en su caso.
- Medios de control empresarial de la actividad.
- Procedimiento a seguir en el caso de producirse dificultades técnicas que impidan el normal desarrollo del trabajo a distancia.
- Instrucciones dictadas por la empresa, con la participación de la representación legal de las personas trabajadoras, en materia de protección de datos, específicamente aplicables en el trabajo a distancia.
- Instrucciones dictadas por la empresa, previa información a la representación legal de las personas trabajadoras, sobre seguridad de la información, específicamente aplicables en el trabajo a distancia.
- Duración del acuerdo de trabajo a distancia.

Por último, establece que, por acuerdo de ambas partes, se pueda revertir el trabajo a distancia y se da prioridad a los trabajadores que retornen al trabajo presencial para ocupar puestos de trabajo que se realizan total o parcialmente de manera presencial. La forma y criterios para pasar del trabajo presencial al trabajo a distancia o viceversa puede ser establecida en los convenios colectivos.

### Capítulo III
El Capítulo III establece los derechos individuales y colectivos de los trabajadores a distancia.

#### Derechos individuales
- Derecho a la formación. La empresa debe garantizar la formación de los trabajadores a distancia en las mismas condiciones que a los trabajadores presenciales.
- Derecho a la promoción profesional. La empresa debe garantizar que los trabajadores a distancia tengan acceso a las mismas opciones de promoción profesional que los trabajadores presenciales, informándoles de manera expresa y por escrito cuando haya posibilidades de ascenso.
- Derecho a la dotación suficiente y mantenimiento de medios, equipos y herramientas. El trabajador tiene derecho a que la empresa les de los medios, equipos y herramientas necesarias para el desempeño de su labor así como garantice el mantenimiento de estos.
- Derecho al abono y compensación de gastos. El trabajador a distancia tiene derecho a que la empresa le compense por los gastos generados por el trabajo a distancia y no tiene que asumir los gastos que generen los medios, equipos y herramientas que utilice para desempeñar su trabajo.
- Derecho al horario flexible en los términos del acuerdo. El trabajador a distancia tiene derecho a flexibilizar su horario de prestación de servicios.
- Derecho al registro horario adecuado. La empresa debe garantizar al trabajador a distancia que su jornada, ya sea flexible o rígida, se registre de forma adecuada como al resto de trabajadores.
- Derecho a la prevención de riesgos laborales. Las obligaciones de seguridad y salud en el trabajo que tiene la empresa son extensibles a los trabajadores a distancia. Para ello, la empresa debe conocer los riegos que existen en el lugar donde trabaje el empleado para analizarlos y establecer un marco adecuado de prevención de riesgos laborales.
- Derecho a la intimidad y a la protección de datos. El trabajo a distancia a menudo conlleva la utilización de medios telemáticos; estos, deberán garantizar la adecuada protección de la intimidad del trabajador así como de sus datos personales.
- Derecho a la desconexión digital. Al igual que el trabajador presencial, el trabajador a distancia tiene derecho a la desconexión digital, debiendo respetar la empresa los descansos y los límites de la jornada laboral de sus empleados con el objetivo de limitar uso de los medios tecnológicos de comunicación empresarial y de trabajo durante estos periodos.

#### Derechos colectivos
- Derechos colectivos de las personas que trabajan a distancia. Los derechos colectivos de los trabajadores a distancia se equiparan totalmente a los de los trabajadores presenciales. La empresa deberá garantizar los cauces adecuados para su ejercicio.

### Capítulo IV
El Capítulo IV regula las facultades de organización, dirección y control empresarial en el trabajo a distancia que posee la empresa.
En este sentido, establece que los trabajadores a distancia deben cumplir con las directrices del empresario en el marco de la legislación sobre protección de datos y en lo relativo a la seguridad de la información específicamente fijadas por la empresa. Siempre con la intervención de la representación de los trabajadores. Igualmente, las personas trabajadoras deberán cumplir las condiciones e instrucciones de uso y conservación establecidas en la empresa en relación con los equipos o útiles informáticos.
Para asegurar el cumplimiento por la persona trabajadora de sus obligaciones y deberes laborales establecidas en este capítulo, la empresa podrá adoptar las medidas que estime más oportunas de vigilancia y control, incluida la utilización de medios telemáticos, guardando en su adopción y aplicación la consideración debida a su dignidad y teniendo en cuenta, en su caso, la capacidad real de los trabajadores con discapacidad.

### Otras disposiciones
Por último, la ley recoge siete disposiciones adicionales, cuatro disposiciones transitorias y catorce disposiciones finales.

#### Adicionales
Las disposiciones adicionales regulan algunos aspectos laborales concretos y otras medidas fuera del ámbito laboral:
- Los elementos que pueden ser regulados y establecidos mediante convenios o acuerdos colectivos.
- La exclusión del personal laboral al servicio de las Administraciones Públicas del ámbito de esta ley, que se rigen por su norma específica.
- La prórroga del 'Plan MECUIDA' (un plan nacido a raíz de la pandemia de COVID-19 para favorecer la conciliación de aquellas personas trabajadoras por cuenta ajena que acrediten deberes de cuidado respecto del cónyuge o pareja de hecho, así como respecto de los familiares por consanguinidad hasta el segundo grado) hasta el 31 de enero de 2021.
- La consideración como contingencia profesional derivada de accidente de trabajo a las enfermedades padecidas por el personal que presta servicio en centros sanitarios o socio-sanitarios como consecuencia del contagio del virus SARS-CoV-2 durante el estado de alarma.
- Anticipos del importe total de las cuantías establecidas en los convenios de colaboración que formalicen las entidades gestoras de la Seguridad Social con las comunidades autónomas y con el Instituto Nacional de Gestión Sanitaria para el control y seguimiento de la incapacidad temporal.
- El régimen fiscal aplicable a la final de la Liga de Campeones Femenina de la UEFA 2019-20.
- El tipo impositivo aplicable del IVA a las entregas, importaciones y adquisiciones intracomunitarias de bienes necesarios para combatir los efectos del COVID-19. La relación de bienes que se incluyen en este apartado viene regulada al final de la norma, en un anexo.

#### Transitorias
Las disposiciones adicionales transitorias establecen:
- Las situaciones de retroactividad de la ley y los límites de esta para aquellas situaciones de trabajo a distancia existentes con anterioridad a la entrada en vigor de esta norma.
- El mantenimiento, para el personal laboral de las Administraciones Públicas, de la vigencia del artículo 13 del Estatuto de los Trabajadores que regula el trabajo a distancia, hasta que se apruebe su norma específica.
- El mantenimiento de la legislación laboral ordinaria del trabajo a distancia para aquel trabajo a distancia implantado excepcionalmente amparado en el Real Decreto-ley 8/2020, de 17 de marzo, de medidas urgentes extraordinarias para hacer frente al impacto económico y social del COVID-19. o como consecuencia de las medidas de contención sanitaria derivadas de la pandemia por OCVID-19.
- Una flexibilización del procedimiento para el reconocimiento del ingreso mínimo vital que se iniciaren antes de la entrada en vigor de esta norma y no tengan aún resolución expresa.

#### Finales
En cuanto a las disposiciones finales, estas establecen modificaciones legislativas, no necesariamente de ámbito laboral, y la entrada en vigor de la ley del trabajo a distancia, que fue al día siguiente al de su publicación en el Boletín Oficial del Estado. Las modificaciones legislativas previstas son:
- Se modifica la Ley sobre Infracciones y Sanciones en el Orden Social para incluir como infracción grave la no formalización del acuerdo de trabajo a distancia en los términos y con los requisitos legal y convencionalmente previstos.
- Se modifica la Ley reguladora de la jurisdicción social para incluir un nuevo artículo 138 bis para incluir un procedimiento de reclamación sobre acceso, reversión y modificación del trabajo a distancia.
- Se modifica la Ley del Estatuto de los Trabajadores para suprimir la regulación del trabajo a distancia, que pasa a regularse por esta ley y, además, modifica otros dos artículos para incluir como derecho del trabajador el acceder al trabajo a distancia cuando esté cursando estudios para la obtención de un título académico o profesional y para añadir que las personas que sean víctimas de violencia de género o víctimas del terrorismo tienen derecho a realizar su trabajo total o parcialmente a distancia o dejar de hacerlo cuando este tipo de trabajo sea compatible con el puesto y funciones desarrolladas por la persona.
- Se modifica la Ley General Presupuestaria, en lo relativo a los créditos ampliables de la Seguridad Social, para añadir en esta categoría a los créditos «destinados al sistema de protección por cese de actividad».
- Se modifica la Ley de firma electrónica para añadir un apartado 6 al artículo 13 de la misma, que permite al titular del Ministerio de Asuntos Económicos y Transformación Digital determinar mediante una Orden «las condiciones y requisitos técnicos aplicables a la verificación de la identidad y, si procede, otros atributos específicos de la persona solicitante de un certificado cualificado, mediante otros métodos de identificación que aporten una seguridad equivalente en términos de fiabilidad a la presencia física».
- Se modifica la Ley de regulación del juego para redistribuir las competencias para la Comisión Nacional del Juego, que se dividen entre la Dirección General de Ordenación del Juego del Ministerio de Consumo y la Agencia Estatal de Administración Tributaria.
- Se modifica la Ley de creación de la Comisión Nacional de los Mercados y de la Competencia para repartir las competencias en materia de juego que tienen el Ministerio de Consumo y el Ministerio de Hacienda.
- Se modifica la Ley del sector ferroviario para habilitar al Director de la Agencia Estatal de Seguridad Ferroviaria «para conceder de oficio a los titulares o solicitantes de licencias, certificados, habilitaciones o autorizaciones, exenciones específicas al cumplimiento de la normativa aplicable en materia operacional ferroviaria en los ámbitos no regulados por la normativa de la Unión Europea, cuando se produzcan circunstancias urgentes imprevistas o necesidades operativas urgentes», siempre que se cumplan una serie de condiciones.
- Se modifica la Ley del Procedimiento Administrativo Común de las Administraciones Públicas para retrasar 6 meses, hasta el 2 de abril de 2021, la entrada en vigor de las previsiones relativas al registro electrónico de apoderamientos, registro electrónico, registro de empleados públicos habilitados, punto de acceso general electrónico de la Administración y archivo único electrónico.
- Se modifica el Real Decreto-ley 6/2020, de 10 de marzo, por el que se adoptan determinadas medidas urgentes en el ámbito económico y para la protección de la salud pública con el objetivo de considerar, de forma excepcional, «como situación asimilada a accidente de trabajo de los periodos de aislamiento, contagio o restricción en las salidas del municipio donde tengan el domicilio o su centro de trabajo las personas trabajadoras como consecuencia del virus COVID-19».
- Se modifica el Real Decreto-ley 20/2020, de 29 de mayo, por el que se establece el ingreso mínimo vital, para modificar el procedimiento y otros aspectos de acceso al ingreso mínimo vital.
- Se modifica el Real Decreto-ley 25/2020, de 3 de julio, de medidas urgentes para apoyar la reactivación económica y el empleo, en lo relativo a la parte que regula el programa de ayudas a la adquisición de vehículos para la renovación del parque circulante, con criterios de sostenibilidad y sociales, el Programa RENOVE, con el fin de aclarar el procedimiento de pago, realizar determinadas modificaciones en materia presupuestaria, y habilitar a la entidad colaboradora que gestione el programa a distribuir los fondos a los beneficiarios.
- Las dos últimas disposiciones finales, hacen referencia a los artículos constitucionales en los que se ampara la norma (artículo 149.1. 7.ª y 13.ª de la Constitución Española) y la entrada en vigor, que es de 20 días desde su publicación en el BOE salvo algunas disposiciones, que entran en vigor el día de la publicación de la norma.

## Administraciones públicas
En el caso de las administraciones públicas, la regulación del teletrabajo se introdujo mediante el Real Decreto-ley 29/2020, de 29 de septiembre, de medidas urgentes en materia de teletrabajo en las Administraciones Públicas y de recursos humanos en el Sistema Nacional de Salud para hacer frente a la crisis sanitaria ocasionada por la COVID-19. Este decreto-ley reformó la Ley del Estatuto Básico del Empleado Público introduciendo un nuevo artículo 47 bis.
De acuerdo a esta norma, en el ámbito público se considera teletrabajo «aquella modalidad de prestación de servicios a distancia en la que el contenido competencial del puesto de trabajo puede desarrollarse, siempre que las necesidades del servicio lo permitan, fuera de las dependencias de la Administración, mediante el uso de tecnologías de la información y comunicación». El teletrabajo para los empleados públicos requiere autorización expresa y poseen los mismos requisitos (voluntario y reversible) y derechos que los trabajadores del ámbito privado.
Por último, cabe destacar que es una regulación genérica, aplicable a todas las administraciones, pero con la habilitación para que cada administración adapte sus normativas a lo expuesto en el real decreto-ley, por lo que la regulación más concreta en lo referente al teletrabajo en el ámbito público está recogida en la normativa propia de cada administración.

## Trabajadores por cuenta propia
A los autónomos tengan o no trabajadores a su cargo también les afectan la ley del teletrabajo. En el caso de los autónomos con trabajadores a cargo tienen el deber de promover ciertas prácticas como:
- Negociar colectivamente con el trabajador los costes de suministros. Posteriormente, podrás deducir estos gastos siempre que los incluyas en las nóminas de los trabajadores.

- Proveer de los medios necesarios para realizar la actividad.

- Dar derecho a la desconexión digital. Es decir, fijar unos tiempos de trabajo y respetarlos.

En el caso de los autónomo sin trabajadores a cargo no tienen ninguna obligación pero es importante que conozcan que gastos derivados del teletrabajo puedes deducirse para así beneficiarse de la Ley del Teletrabajo. Para poder llevar a cabo estas deducciones deben de tener en cuenta lo siguiente:
- Las facturas de suministros tienen que tener la titularidad del autónomo.

- Deberán de calcular el porcentaje de gastos de suministros de los espacios de la casa que usan para trabajar. Por ejemplo: Si usan el 30% de su casa para desarrollar sus actividades podrán deducirse los gastos derivados de ese porcentaje.[7]